# Leptoclinides quadratum
Leptoclinides quadratum är en sjöpungsart som först beskrevs av Monniot 1996.  Leptoclinides quadratum ingår i släktet Leptoclinides och familjen Didemnidae. Inga underarter finns listade i Catalogue of Life.